# Gynophorea
Gynophorea é um género botânico pertencente à família Brassicaceae.